# منطقة ساتنا
ساتنا رمزها «ST» (بالإنجليزية: Satna)‏ ، هو تقسيم إداري لدولة الهند تتبع ولاية مدية برديش (بالإنجليزية: Madhya  Pradesh)‏ ، مركزها هو مدينة ساتنا (بالإنجليزية: Satna)‏ عدد سكانها حسب تعداد سنة 2001 هو 1,868,648 ، مساحتها 7,502 كم² وكثافة السكان 249 لكل كم² .

## أعلام
- أكبر شاه الثاني